# Cirilo Martínez Novillo
Cirilo Martínez Novillo (Madrid, 9 de julio de 1921 - Madrid, 15 de julio de 2008) fue un pintor de paisajes español, relacionado con la Escuela de Madrid y la segunda Escuela de Vallecas.

## Vida y obra
Nacido en Vallecas en 1921 en el seno de una familia humilde oriunda de Cuenca, se siente desde niño atraído por la pintura, quizás porque desde la infancia contempla el trabajo de una pintora que vivía realquilada en su casa. Asiste al Colegio del Niño Jesús de Praga, donde uno de sus profesores le iniciará en el dibujo. Trabaja en diferentes oficios, pero cultiva su vocación artística con visitas al Museo del Prado, para ver las obras de los grandes maestros a la vez que observa el trabajo de los copistas. También dedica mucho tiempo a la lectura de literatura clásica y contemporánea. Acude en estos años a las clases nocturnas de la Escuela de Arte y Oficios madrileña.
Durante la guerra civil española, permanece en Madrid; asiste primero a las clases del Ateneo Libertario del pueblo de Vallecas y luego a la Escuela Superior de Pintura y Escultura y Grabado del entonces Museo de Arte Moderno ubicado en Biblioteca Nacional de Madrid. Allí estudia con Daniel Vázquez Díaz, profesor en esos años de la Escuela, y conoce a Luis García-Ochoa Ibáñez, Álvaro Delgado Ramos, Francisco San José y Gregorio del Olmo, compañeros con los que forjará una amistad duradera.
En 1938, convaleciente de un accidente, se entrega a la lectura y coquetea con la literatura, barajando incluso dedicarse a ella, propósito que acabará abandonando finalmente para dedicarse plenamente a la pintura. Tras la guerra es encarcelado cerca de un año en la cárcel de Yeserías. Al no reconocérsele los estudios realizados, no puede seguir estudiando la carrera oficial y continúa su formación por su cuenta, mientras, para subsistir, se dedica a otros trabajos, entre ellos la pintura industrial.
A principios de la década de 1940, acude a las tertulias del café del Lion d'Or, donde conoce al crítico de arte Ramón Faraldo y al pintor Rafael Zabaleta. En esos años, sus antiguos compañeros entablan relación con Benjamín Palencia, dando cuerpo a la segunda Escuela de Vallecas. Pese a no ser admitido en el cerrado círculo, por voluntad del propio Palencia, Martínez Novillo se ve fuertemente influido, como sus compañeros, por "el paisaje árido y mesetario de Castilla que Benjamín Palencia les descubre".
En 1946, presenta por primera vez su obra en una exposición colectiva en la Galería Buchholz de Madrid, que será la semilla de la emergente Escuela de Madrid. Al año siguiente contrae matrimonio con Mercedes González y, desde finales de los 40, su obra empieza a darse a conocer y sus exposiciones se multiplicarán por toda España. A principios de los cincuenta, expondrá en la Galería Biosca junto con un grupo de pintores amigos (Álvaro Delgado Ramos, Luis García-Ochoa Ibáñez, Agustín Redondela, Menchu Gal y Juan Guillermo), constituyendo la que empezará entonces a llamarse Escuela de Madrid.
En esos años obtiene una beca del Instituto Francés en Madrid que le permite viajar a París, donde se interesará especialmente por la pintura de Cézanne, Van Gogh, Picasso y Braque, y a donde volverá dos veces más con 'bolsas de viaje' de la Delegación de Cultura (1953) y la Fundación Juan March (1961).
A finales de los sesenta viaja por Suiza, Alemania, Holanda y Bélgica, sintiéndose atraído por la pintura de Johannes Vermeer y por el concepto de paisaje del pintor belga Constant Permeke. Son años de cambio en su pintura, con paisajes menos duros y "un uso de la luz como elemento poético". La adquisición de una casa familiar en Cullera (Valencia) hará que dedique parte de su trabajo a los paisajes y playas mediterráneos, que enriquecen su gama cromática, contrastando con los "duros y secos paisajes castellanos".
Al final del siglo XX, su obra continúa evolucionando más allá de todo reconocimiento oficial. Durante los últimos años de su vida, y pese a sus crecientes problemas de salud, Martínez Novillo vive un nuevo momento creativo; así se señala en la presentación de su última exposición en la Galería Juan Gris (2006): "La vitalidad y el rigor desplegados por el pintor quedan bien patentes en los lienzos de esta exposición, pintados con una libertad y un dominio absolutamente sorprendentes. Es una pintura fresca y joven, pero con la sabiduría de un maestro".
Cirilo Martínez Novillo muere el 15 de julio de 2008 en el Hospital Clínico San Carlos de Madrid, a los 87 años, tras varios meses de resistencia a la enfermedad, en los que solo abandonará su pincel cuando su estado lo haga inevitable. El testimonio de su tenacidad será un último cuadro inacabado, aún esperándole en su caballete en el momento de su muerte.

## Premios más importantes
- 1951: Premio de Pinturas de la Bienal Hispanoamericana de Cuba.
- 1960: Segunda medalla de pintura de la Exposición Nacional de Bellas Artes.
- 1961: Primera medalla de la Exposición Nacional de Bellas Artes por la obra Casas de Alba de Tormes.
- 1999: Medalla de oro de la Feria Arte-Santander, por su trayectoria artística.